# Secundum et intra legem
Secundum et intra legem (popř. secundum legem) znamená chování na základě a v mezích zákona.
Orgány veřejné moci mohou jednat pouze secundum legem, fyzické a právnické osoby mohou jednat též praeter legem, tedy ne sice přesně podle zákona, ale neporušujíce jej a v souladu s jeho účelem. Zákon tak vystupuje jako rozhodující kritérium posouzení legality určitého chování.